# Cedusa yowza
Cedusa yowza är en insektsart som beskrevs av Kramer 1986. Cedusa yowza ingår i släktet Cedusa och familjen Derbidae. Inga underarter finns listade i Catalogue of Life.